# Martin Segitz
Martin Segitz (né le 26 juillet 1853 à Fürth et mort le 31 juillet 1927 dans la même ville) est un dirigeant syndical et homme politique allemand (SPD).

## Biographie
Segitz est un mouleur d'étain qualifié. De 1890 à 1894, il est rédacteur en chef du Fränkische Tagespost (de), à partir de 1894 (premier à plein temps) secrétaire ouvrier des sociaux-démocrates de Nuremberg. En tant que membre du SPD, il siège au Parlement bavarois (de) de 1898 à 1903 et au Reichstag de 1898 à 1903 et de 1912 à 1924.
Après l'assassinat du premier Premier ministre de l'État libre de Bavière, Kurt Eisner, Segitz est proclamé comme son successeur par le Congrès des Conseils le 1er mars, mais le parlement de l'État (de) ne le reconnaît pas et, le 17 mars, élit Johannes Hoffmann (également SPD) en tant que défenseur d'une démocratie parlementaire pluraliste en tant que ministre-président de Bavière. Le 7 avril 1919, la République soviétique est proclamée à Munich.
En 1931, une rue du quartier résidentiel Carl Legien (de) à Berlin-Prenzlauer Berg, nouvellement construite par les syndicats, reçoit son nom mais est rebaptisée par les nationaux-socialistes en 1933 après la « prise du pouvoir». En 1947, le Segitzdamm porte son nom dans le «quartier des syndicats Berlin-Kreuzberg». En 2005, l'école professionnelle publique III de Fürth est rebaptisée école Martin Segitz.